# فروتقة
فروتقة هي قرية في مقاطعة كاشمر، إيران. عدد سكان هذه القرية هو 2,657 في سنة 2006.